# Chiesa di San Michele (Villa Basilica)
La chiesa di San Michele è un edificio sacro che si trova in località Colognora a Villa Basilica.

## Storia e descrizione
La chiesa è di origine medievale, ma fu ampliata nel XVIII secolo. Possiede una Circoncisione di Tiberio Franchi datata 1632, nella quale è evidente l'interesse di questo pittore lucchese per la cultura figurativa lombarda della seconda metà del Cinquecento, in particolare per l'ambiente di Bernardino e Vincenzo Campi.